# Max von Baden
Max von Baden, Maksymilian Badeński, właściwie Maximilian Alexander Friedrich Wilhelm von Baden (ur. 10 lipca 1867 w Baden-Baden, zm. 6 listopada 1929 w Salem) – niemiecki polityk, książę, kuzyn i spadkobierca Fryderyka II Badeńskiego, wielkiego księcia Badenii. Przez krótki okres w 1918 roku pełnił funkcję kanclerza Cesarstwa Niemieckiego i premiera Prus.

## Życiorys
Był synem księcia Wilhelma Badeńskiego (1829–1897) i księżnej Marii von Leuchtenberg (1841–1914). Po ukończeniu nauki w gimnazjum studiował prawo na Uniwersytecie Lipskim. W okresie studiów książę Maksymilian należał do co najmniej kilku korporacji, w tym do Suevia Heidelberg. Po studiach rozpoczął karierę wojskową w armii pruskiej. Ukończył ją w randze generała majora w 1911. Już wówczas był, po śmierci wielkiego księcia Fryderyka I, potencjalnym następcą tronu.
Przed I wojną światową uchodził za liberała. Po ustąpieniu, 30 września 1918, Georga von Hertlinga ze stanowiska premiera oraz jego rządu przyszedł czas na tworzenie kolejnego. Cesarz Wilhelm II zaproponował Maximiliana von Badena. W ówczesnej sytuacji militarno-politycznej wydawał się najlepszym kandydatem na fotel kanclerza. W jego programie było nawiązanie rozmów z przeciwnikiem oraz, póki Niemcy były jeszcze groźne, wynegocjowanie ustępstw dotyczących restauracji Belgii oraz przy rozmowach z Anglią. Już 4 października utworzony został rząd Maxa von Badena. Jako kanclerzowi przypadło mu w udziale wynegocjowanie warunków zawieszenia broni z aliantami w listopadzie 1918. Mimo że nie zgadzał się na sposób prowadzenia rozmów pokojowych przez członków sztabu generalnego, podjął się tej trudnej misji. 5 października za pośrednictwem Szwajcarii zwrócił się do prezydenta Wilsona z notą o rozpoczęcie rokowań w oparciu o czternaście punktów Wilsona. W jego rządzie po raz pierwszy znaleźli się przedstawiciele socjaldemokratów, z Friedrichem Ebertem i Philippem Scheidemanem na czele. Wysiłki rządu zmierzające do zawarcia rozejmu zostały zakłócone przez wybuch rewolucji na początku listopada. Max von Baden nakłaniał Wilhelma II do abdykacji w celu ocalenia instytucji monarchii, ten jednak odmawiał (mimo takich samych próśb ze strony Hindenburga). Ostatecznie Wilhelm II zrzekł się korony cesarza niemieckiego, pozostawiając sobie nadal tytuł króla pruskiego, co było niezgodne z konstytucją II Rzeszy. Max von Baden ogłosił więc detronizację cesarza i księcia koronnego Fryderyka (bez ich zgody) i ustąpił 9 listopada ze stanowiska na rzecz Friedricha Eberta. W tym momencie proklamowano republikę.
Książę Maksymilian spędził resztę życia na emeryturze, nie włączając się do działalności politycznej.

## Odznaczenia
Do 1914:
- Order Wierności (Badenia)
- Krzyż Wielki Orderu Bertholda I (Badenia)
- Krzyż Komandorski I Klasy Orderu Zasługi Wojskowej Karola Fryderyka (Badenia)[6]
- Krzyż Wielki Orderu Lwa Zeryngeńskiego (Badenia)
- Order Orła Czarnego z łańcuchem (Prusy)
- Krzyż Wielki Orderu Orła Czerwonego (Prusy)
- Wielki Komandor Orderu Królewskiego Hohenzollernów (Prusy)
- Krzyż Honorowy I Klasy Orderu Książęcego Hohenzollernów (Hohenzollern-Sigmaringen)
- Krzyż Żelazny I klasy (Prusy)
- Krzyż Żelazny II klasy (Prusy)[6]
- Order Korony Rucianej (Saksonia)
- Order Świętego Huberta (Bawaria)
- Krzyż Wielki Orderu Korony (Wirtembergia)
- Krzyż Wielki Orderu Ludwika (Hesja)
- Krzyż Wielki Orderu Korony Wendyjskiej w rudzie (Meklemburgia)
- Krzyż Wielki Orderu Ernestyńskiego (Księstwa Saskie)
- Krzyż Wielki Orderu Alberta Niedźwiedzia (Anhalt)
- Order Słonia (Dania)
- Krzyż Wielki Orderu Świętego Stefana (Austro-Węgry)
- Order Serafinów (Szwecja)
- Order Świętego Andrzeja (Imperium Rosyjskie)
- Krzyż Wielki Orderu Świętego Olafa (Norwegia)
- Order Świętego Jerzego (Hanower)
- Krzyż Wielki Orderu Sokoła Białego (Saksonia-Weimar)
- Krzyż Wielki Orderu Leopolda (Belgia)
- Krzyż Wielki Orderu Świętego Aleksandra (Bułgaria)
- Krzyż Wielki Orderu Daniły I (Czarnogóra)
- Medal Fryderyka i Ludwiki (Badenia)
- Medal Pamiątkowy Złotego Jubileuszu Wesela Fryderyka I i Ludwiki (Badenia)
- Medal Pamiątkowy Srebrnego Wesela Niemieckiej Pary Cesarskiej (Prusy)

## Małżeństwo i rodzina
Maksymilian 10 czerwca 1900 poślubił w Gmunden księżniczkę Marię Luizę Hanowerską (1879–1948), córkę Ernesta Augusta II Hanowerskiego i Thyry Glücksburg. Para miała dwoje dzieci:
- Marię Aleksandrę (1902–1944)
- Bertholda (1906–1963).